# Heterogastridiales
Heterogastridiales är en ordning av svampar. Heterogastridiales ingår i klassen Microbotryomycetes, divisionen basidiesvampar och riket svampar.
|                    | Sporidiobolales                       |
|                    |                                       |
|                    | Microbotryales                        |
|                    |                                       |
|                    | Leucosporidiales                      |
|                    |                                       |
| Heterogastridiales | \| \| Heterogastridiaceae \| \| \| \| |
|                    | \| \| Heterogastridiaceae \| \| \| \| |
|                    | Atractocolax                          |
|                    |                                       |
|                    | Curvibasidium                         |
|                    |                                       |
|                    | Kriegeria                             |
|                    |                                       |
|                    | Crucella                              |
|                    |                                       |
|                    | Camptobasidium                        |
|                    |                                       |
|                    | Heterogastridiaceae                   |
|                    |                                       |

|  | Heterogastridiaceae |
|  |                     |